# Osterholz (Waldgebiet)

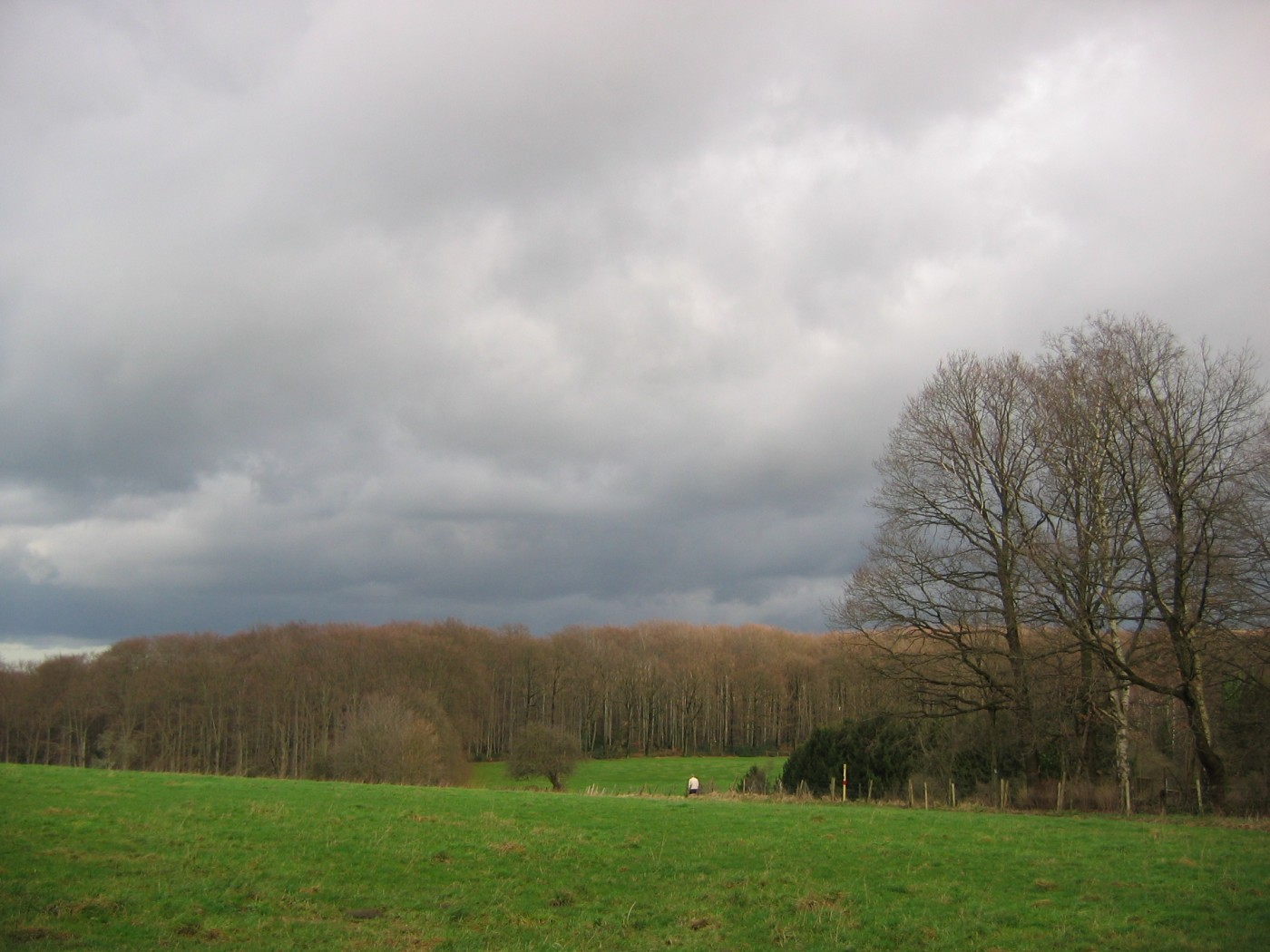
Osterholz in Wuppertal-Vohwinkel, 2007

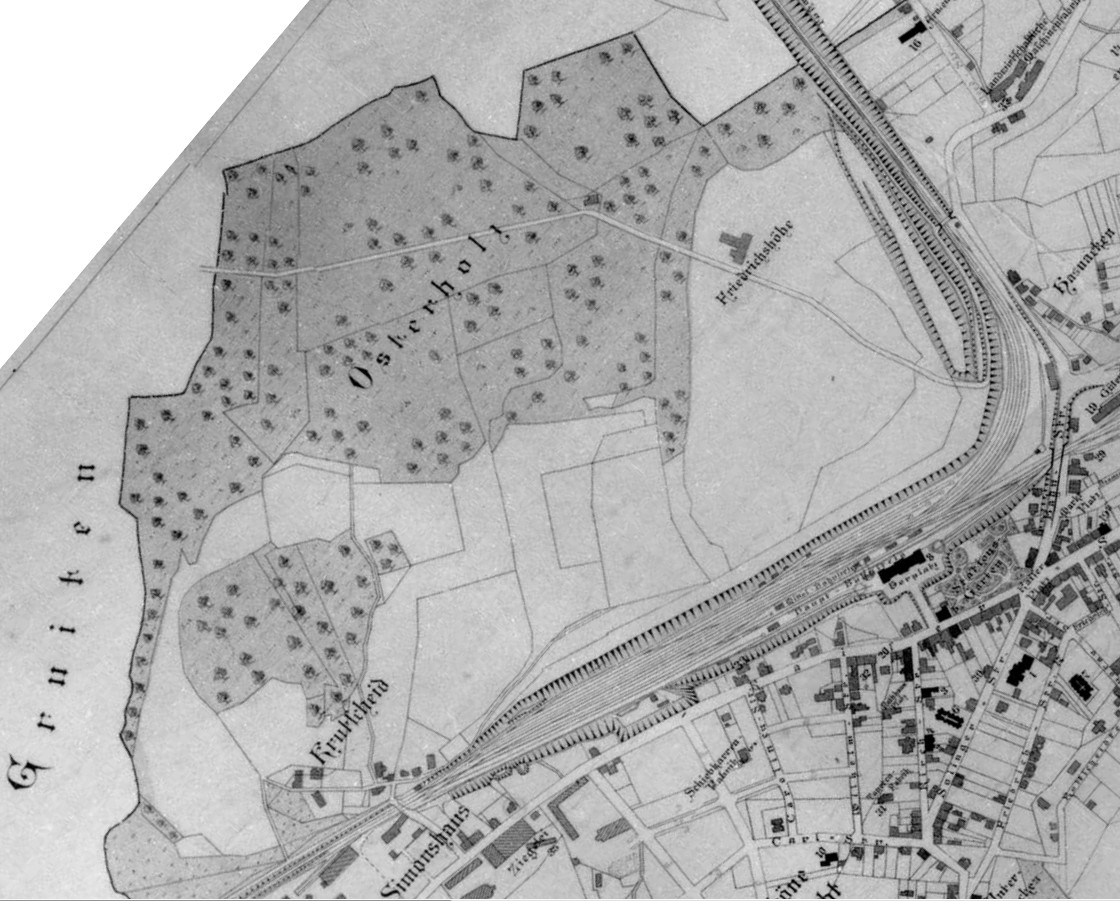
Ausschnitt Osterholz auf der Karte von Wuppertal-Vohwinkel, 1895 (genordet)

Das Osterholz ist ein Waldgebiet in Wuppertal und Haan-Gruiten, nördlich des Stadtteils Vohwinkel grenzt es an die Ortsteile Schöller und Dornap. Es ist der Namensgeber für das Wohnquartier Osterholz.

## Geologie
Der im Bereich einer Flinzschieferzone liegende Buchenhochwald ist der westliche Ausläufer des Haßlinghauser Rückens, eine naturräumliche Einheit innerhalb des Bergisch-Märkisches Hügellands. Es besitzt einen einheitlichen flachgründigen und lehmigen Verwitterungsboden, der nicht arm an Kalk ist. Aufgrund des wasserundurchlässigen Lehmbodens steht häufig Oberflächenwasser im Gelände und führt zu sumpfigen Bereichen. Diese für die landwirtschaftliche Nutzung ungünstigen Verhältnisse trugen zum Erhalt des Waldgebiets bei.

## Geschichte
Eine frühe schriftliche Erwähnung des Gebietes gab es 1715 durch Erich Philipp Ploennies als „Ostertholt“ in seinem Werk Topographia Ducatus Montani. Etymologisch ist der Name als Ostwald zu deuten. In der Übersichtskarte der Gemeinde Sonnborn von 1868 wurde es als „Osternholz“ bezeichnet.
Der Name der Siedlung der Gartenbaugenossenschaft Wuppertal-West zwischen Zur Waldkampfbahn und Gruitener Straße „Am Osterholz“ wurde vom Bauausschuss am 8. Februar 1952 festgelegt. Die Straße durch die Siedlung wurde am 20. Juli 1981 neu in „Am Osterholz“ benannt. Eine weitere Straße, die „Osterholzer Straße“, durchquert das Waldgebiet. Der Steinbruch Oetelshofen im Norden, der Bau einer Siedlung nach dem Zweiten Weltkrieg im Osten sowie die 1980 errichtete Justizvollzugsanstalt Wuppertal-Vohwinkel im Süden verringerten im 20. Jahrhundert die Fläche des Waldes.
Die Kalkwerke Oetelshofen planten eine Erweiterung der Abraumhalde Hermannshöhe, für die fünf Hektar Wald gerodet werden sollten. Dagegen gründete sich im Sommer 2019 eine Bürgerinitiative, die für den Erhalt des Waldgebietes kämpfte und Demonstrationen organisierte. Seit August 2019 war das Waldstück besetzt. Die Haldenerweiterung wurde zum Thema der Stadtpolitik, das Planfeststellungsverfahren endete Ende Mai 2021 mit der Genehmigung durch die Bezirksregierung Düsseldorf. Oberbürgermeister Schneidewind rief im Sommer 2021 einen runden Tisch ins Leben, der allerdings keine Lösung des Konflikts fand. Klagen gegen den Planfeststellungsbeschluss wiesen das Verwaltungsgericht Düsseldorf im Oktober 2021 und das Oberverwaltungsgericht Ende Dezember 2021 ab. Am Morgen des 25. Januar 2022 begann die Polizei mit der Räumung der Waldbesetzung, die sich drei Tage lang hinzog. Insgesamt wurden 25 Personen und deren Baumhäuser geräumt, danach begann die Rodung.